# Fairy Guitar Quartet
Das Fairy Guitar Quartet ist ein 2020 in Süditalien gegründetes internationales Gitarren-Quartett.

## Werdegang
Das Fairy Guitar Quartet wurde 2020 am Konservatorium „Domenico Cimarosa“ in der süditalienischen Provinzstadt Avellino gegründet. Die vier vielfach ausgezeichneten Gitarristen leben heute in Italien, Belgien und Deutschland. Das Ensemble verbindet virtuoses Zusammenspiel mit einer stilistischen Bandbreite von klassischer und zeitgenössischer Musik. Konzertreisen führten das Gitarren-Quartett zu Musikfestivals wie u. a. den Walkenrieder Kreuzgangkonzerten. Das Fairy Guitar Quartet ist Preisträger zahlreicher internationaler Wettbewerbe und Teilnehmer diverser Meisterklassen.
2024 veröffentlichte das Fairy Guitar Quartet ihr Debütalbum Volver mit Musik von Astor Piazzolla.

„Und auch wenn ich nicht zurückkehren wollte, man kehrt immer zur ersten Liebe zurück. Dies sind einige der Zeilen, die Carlos Gardel in seinem berühmten Lied Volver sang.“

Wörtlich bedeutet Volver „zurückkehren“. Die südamerikanischen Kompositionen von Astor Piazzolla wurden neu arrangiert für vier klassische Gitarren.

## Mitglieder
Die Mitglieder des Fairy Guitar Quartet, im Kurzportrait:
- Francesco Fausto Magaletti (* 2000 in Bari) ist Gitarrist und Komponist. 2023 schloss er sein Gitarrenstudium mit Auszeichnung ab. Danach folgte ein Kompositionsstudium am Conservatorio di Milano[2] bei den Maestri Federico Gardella[3] und Gabriele Manca. Seine Werke werden bei Stradivarius Edizioni[4] verlegt.[5]
- Roberta Mercorio (* 1999 in Caserta) ist Gitarristin und erhielt ihre Ausbi!dung u. a. am Konservatorium „Domenico Cimarosa“ in Avellino und an der Universität Mozarteum in Salzburg. Ihre Zusammenarbeit mit Komponisten führte zu mehreren Uraufführungen, u. a. von Francesco Fausto Magaletti und Sarai Vangelli de Cresci. Ihren zweiten postgradualen Abschluss macht sie am Conservatoire Royale de Bruxelles[6] bei Antigoni Goni.[7]
- Sarah Badissi ist eine syrisch-amerikanische Gitarristin, die ihre Ausbildung in Aleppo begann und später in den USA fortsetzte. Sie tritt als Solistin und in verschiedenen Kammermusikensembles auf. Sie wurde mit einem renommierten Stipendium der Belgian American Educational Foundation[8] ausgezeichnet und studierte u. a. bei Antigoni Goni in Brüssel.
- Francesco Smirne (* 1996 in Caserta) begann mit sieben Jahren Gitarre zu spielen. Er erhielt seinen Masterabschluss mit Auszeichnung am Konservatorium „Domenico Cimarosa“ in Avellino. Als Mitglied des Fairy Guitar Quartet gewann er für sein Solospiel zahlreiche erste Preise bei internationalen Wettbewerben. Francesco spielt eine achtsaitige Gitarre des berühmten Instrumentenbauers Mirko Migliorini.[9]

## Diskografie
- Volver (Stradivarius Edizioni, 2024)